# کانگ شین ایل
کانگ شین-ایل (کره‌ای: 강신일؛ زادهٔ ۲۶ نوامبر ۱۹۶۰) بازیگر اهل کره جنوبی است. کانگ از دانشگاه کیونگ هی در رشتهٔ مهندسی الکترونیک فارغ‌التحصیل شد. او از سال ۱۹۸۵ میلادی تاکنون مشغول فعالیت بوده‌است. از فیلم‌ها یا مجموعه‌های تلویزیونی که او در آن نقش داشته‌است می‌توان به دشمن مردم، دو دوست، زوج اورژانسی، نسل خورشید، آقای آفتاب، و وقتی هوا خوبه اشاره کرد.